# (500601) 2012 UD120
(500601) 2012 UD120 es un asteroide perteneciente al cinturón de asteroides descubierto el 19 de noviembre de 2007 por el equipo del Mount Lemmon Survey desde el Observatorio del Monte Lemmon, Arizona, Estados Unidos.

## Designación y nombre
Designado provisionalmente como 2012 UD120.

## Características orbitales
2012 UD120 está situado a una distancia media del Sol de 3,126 ua, pudiendo alejarse hasta 3,458 ua y acercarse hasta 2,794 ua. Su excentricidad es 0,106 y la inclinación orbital 9,318 grados. Emplea 2019,13 días en completar una órbita alrededor del Sol.

## Características físicas
La magnitud absoluta de 2012 UD120 es 16,4. 